# Die Abenteuer des gelben Köfferchens
Die Abenteuer des gelben Köfferchens ist ein sowjetischer Kinderfilm von Ilja Fres aus dem Jahr 1970. 

## Handlung
Ein Arzt hat viele wunderliche Medikamente zusammengebraut, darunter Lachpulver, ein Mittel, das das Schwatzen verhindert, und Mutbonbons. Alle Medikamente packt er in einen gelben Koffer, als sich die Mutter des Jungen Petja bei ihm meldet. Petja ist so ängstlich, dass er sich nicht einmal zum Arzt getraut, und so begibt sich der Arzt mit seinem gelben Koffer zu Petja. Den gelben Koffer hat er jedoch kurz zuvor unbeabsichtigt gegen den Koffer des Fliegers Werjowkin ausgetauscht, der wegen seiner stets traurigen Tochter Toma bei ihm war. Bei Petja bemerkt der Arzt den Koffertausch und beide begeben sich zu Werjowkin. Der ist inzwischen auf Arbeit, doch hat seine Mutter Anna Petrowna eines der Mutbonbons gegessen und tanzt nun auf dem Dach ihres Wohnblocks, durch das es in ihre Wohnung regnet. Nur mit Mühe kann der Arzt die rüstige Anna vom Dach holen. Anna hat Werjowkin alle anderen Mutbonbons mit auf Arbeit begeben und so droht eine Katastrophe, da die Bonbons einen unvorsichtig werden lassen. Anna und der Arzt begeben sich zum Flughafen, doch der Arzt vergisst unterwegs den inzwischen richtigen Koffer.
Auch Petja und Toma haben sich zum Flughafen begeben, wo sie den mit seinem Flugzeug übermütig Saltos schlagenden Werjowkin am Himmel sehen. Eine Nachfrage über Funk ergibt jedoch, dass Werjowkin keinen Bonbon gegessen hat, sondern alle dem Tigerdompteur Fedja, Tomas Onkel, mitgegeben hat. Beide Kinder eilen zum Zirkus und auch Anna und der Arzt kommen bald nach. Fedja vollführt unterdessen in der Manege mit dem gefährlichsten Tiger eine Nummer, bei der er seinen Kopf ins Maul des Tieres steckt. Petja und Toma gelangen über eine Klappe in die Manege und holen den halb verschluckten Fedja aus dem Tigermaul. Beide haben zudem den vorher bei der Dressur ängstlichen Hunden die Mutbonbons zu fressen gegeben, die nun die Tiger aus der Manege verjagen. Toma beginnt bei diesem Anblick zum ersten Mal zu lachen an. Petja wiederum hat sich bei dem Abenteuer als sehr mutig erwiesen und auch Fedja hatte keinen Bonbon gegessen. Der Erzähler stellt fest, dass manche Dinge keine Medizin brauchen, und Petja und Toma tanzen gemeinsam in der nun leeren Manege.

## Produktion
Die Abenteuer des gelben Köfferchens beruht auf einem Kinderbuch von Sofja Prokofjewa. Der Film kam am 30. Dezember 1970 in die sowjetischen Kinos. Am 28. Mai 1971 erfolgte die Kinopremiere in der DDR. Im Jahr 2009 erschien die restaurierte Fassung des Films im Rahmen der Russian Cinema Council Collection mit deutschen Untertiteln auf DVD.